# (74196) 1998 RU49
(74196) 1998 RU49 – planetoida z pasa głównego asteroid okrążająca Słońce w ciągu 3,75 lat w średniej odległości 2,41 j.a. Odkryta 14 września 1998 roku.